# 고병현 (정치인)
고병현(高炳鉉, 1929년 1월 9일 ~ 2000년 11월 21일)은 대한민국의 제11대 국회의원이다.

## 학력
- 동국대학교 경제학과 졸업

## 경력
- 전국학생총연맹중앙집행위원
- 신민당중앙당조직국장
- 민한당사무차장
- 국회내무위원
- 국회조찬기도회재정간사
- 올림픽특위위원
- 예산결산특별위원회위원
- 문화촌동성교회시무장로
- 제4대대한민국헌정회사무총장

## 역대 선거 결과
|  | 22.01% |

|  | 27.70% |

|  | 16.86% |

|  | 21.21% |

|  | 17.91% |